# الدوري التونسي لكرة اليد للسيدات 2023–24
الدوري التونسي لكرة اليد للسيدات 2023-2024 هو الدورة 62 من الدوري التونسي لكرة اليد للسيدات. شارك فيها 10 فريقا.

## روابط خارجية
- الموقع الرسمي للجامعة التونسية لكرة اليد.